# Conjectura feble de Goldbach
En teoria de nombres, la conjectura feble de Goldbach és un teorema que afirma que: «Tot nombre senar major que 5 es pot expressar com a suma de tres nombres primers.» Es pot emprar el mateix nombre primer més d'una vegada en aquesta suma.)
Demostrada per Harald Helfgott, aquesta conjectura rep el nom de «feble» perquè la conjectura forta de Goldbach sobre la suma de dos nombres primers, si es demostra, demostraria automàticament la conjectura feble de Goldbach. Això és així perquè si cada nombre parell major que 4 és la suma de dos primers imparells, es pot afegir tres als nombres parells majors que 4 per produir els nombres imparells majors que 7.
Alguns expressen la conjectura com: «Tot nombre senar major que 7 es pot expressar com a suma de tres nombres primers senars.» Aquesta versió exclou la solució 7 = 2+2+3, ja que requereix el número 2, l'únic nombre primer parell.

## Història
Aquesta conjectura data de 1742. Aquesta conjectura diu que tot nombre natural major que 2 és suma de tres nombres primers. Consta en una carta de Goldbach a Euler en 1742. Va aparèixer publicada sense prova el 1770, a Gran Bretanya, en les Meditationes algebraicae, d'Edward Waring (1734-1793). Aquest va ser sènior wrangler a la universitat de Cambridge en 1757 i va serlucasian professor a la citada universitat des de 1760. Les Meditationes algebraicae contenen encara una altra conjectura complementària que expressa que tot sencer imparell o és primer o summa de tres nombres primers. Aquesta és l'anomenada conjectura feble
El 1923, Godfrey Harold Hardy i John Edensor Littlewood van mostrar que, suposant una certa generalització de la hipòtesi de Riemann, la conjectura feble de Goldbach és certa para tots els nombres imparells prou grossos. El 1937, el matemàtic rus Iván Matvéyevich Vinográdov va ser capaç d'eliminar la dependència de la hipòtesi de Riemann i va demostrar directament que tots els nombres imparells prou grossos poden escriure's com sumeixi de tres primers. Chen Jing-run va provar que cada nombre prou gros és la suma d'un primer amb un nombre que no posseeix més de dos divisors primers.
Encara que Vinográdov no va poder determinar el que significava «prou gros» amb exactitud, el seu alumne K. Borodzin va demostrar que 3^14.348.907 és una cota superior per al concepte de «prou gros». Aquest nombre té més de sis milions de dígits, així que comprovar la conjectura en cada nombre per sota d'aquesta cota seria impossible. Afortunadament, en 1989 Wang i Chen van reduir aquesta cota a 10^43.000. Això significa que si cadascun dels nombres imparells menors que 10^43.000 resulta ser la suma de tres nombres primers, llavors la conjectura feble de Goldbach quedarà demostrada. No obstant això, encara s'ha de reduir bastant aquesta cota abans de poder comprovar-se cada nombre per sota de la mateixa.
El 1997, Deshouillers, Effinger, Et Riele i Zinoviev van mostrar que la hipòtesi generalitzada de Riemann implica la conjectura feble de Goldbach. Aquest resultat combina una afirmació general vàlida per a nombres majors que 10^20 amb una cerca minuciosa informatitzada dels casos petits.
Olivier Ramaré va mostrar el 1995 que tot nombre parell major que quatre (n≥4) és de fet la suma de, com a molt, sis primers, del que se segueix que cada nombre imparell n ≥ 5 és la suma de com a màxim, set primers. Leszek Kaniecki va mostrar que tot sencer imparell és la suma de com a màxim, cinc primers, sota la condició de la hipòtesi de Riemann. En 2012, Terence Tao va demostrar això sense la necessitat de la hipòtesi de Riemann; això millora tots dos resultats.

## Demostració
Dos treballs publicats els anys 2012 i 2013 pel matemàtic peruà Harald Helfgott, que reivindiquen la millora de les estimacions dels arcs majors i menors, podrien provar incondicionalment la conjectura feble de Goldbach. D'aquesta manera la conjectura queda demostrada després de 271 anys. De manera que aquesta conjectura passa a ser un teorema o, dit d'una altra forma, un enunciat que és deduïble a partir dels axiomes corresponents, empleant regles d'inferència. El seu treball encara està sota revisió per altres experts.